# Riot Games
Riot Games is een Amerikaanse computerspelontwikkelaar, uitgever en organisator van e-sports-toernooien, gevestigd in Los Angeles, Californië. Het bedrijf werd in september 2006 opgericht door de huisgenoten Brandon Beck en Marc Merrill van de University of Southern California waarbij ze trachtten een bedrijf te creëren dat een reeds uitgebracht spel continu verbetert, in plaats van het steeds opnieuw ontwikkelen en uitbrengen ervan. Riot Games werd in februari 2011 voor een groot deel overgenomen door Tencent Games en vervolgens volledig overgenomen in december 2015. Sinds mei 2018 heeft het bedrijf 24 kantoren over de hele wereld, waar het 2500 medewerkers in dienst heeft.
Riot Games is vooral bekend van League of Legends; een online multiplayer battle arena-game en het paradepaardje van het bedrijf. Het spel werd voor het eerst uitgebracht in oktober 2009 en werd vervolgens het spel met het hoogste aantal actieve spelers in 2013. Sinds 2011 organiseert Riot Games ook verschillende e-sports-toernooien voor de game, waaronder het League of Legends World Championship, de Championship Series, de Europese Championship en de Mid-Season Invitational.

## Geschiedenis
Riot Games werd opgericht als een onafhankelijke gamestudio in 2006 door Brandon "Ryze" Beck en Marc "Tryndamere" Merrill in Los Angeles. In oktober 2008 kondigde het bedrijf zijn eerste spel aan, League of Legends: Clash of Fates. Het werd uitgegeven in oktober 2009 onder de naam League of Legends. Het spel maakt gebruik van een free-to-play-model, ondersteund door microtransacties in plaats van advertenties of verpakte exemplaren te verkopen.
Medewerkers van het bedrijf zijn onder andere veteranen van Defense of the Ancients, zoals de voormalige hoofdontwikkelaar Steve "Guinsoo" Feak, en de gewezen DotA-Allstars.com website oprichter Steve "Pendragon" Mescon. Riot Games telt ook enkele voormalige Blizzard Entertainment werknemers. Op 12 juli 2013 vernoemde Business Insider, Riot Games op nummer 4 op de lijst van de top 25 technologische bedrijven om voor te werken. Op 8 november 2013 kondigde Riot Games aan bezig te zijn met een nieuwe campus in het westen van Los Angeles, waarnaar ze tentatief verhuizen in 2015.
In februari 2011 betaalde Tencent Games $400 miljoen voor een aandeel van 93 procent in Riot Games. Het resterende aandeel van 7 procent werd door Tencent aangekocht op 16 december 2015; een prijs voor de volledige overname werd niet bekendgemaakt.

## Reactie op de Russische invasie van Oekraïne
Na de Russische invasie van Oekraïne in februari 2022, trok Riot Games zich niet terug uit de Russische markt nadat het werd gevraagd door de Oekraïense politicus Mykhailo Fedorov. In maart 2022 doneerde Riot de opbrengsten van battle passes die in verschillende van hun spellen werden verkocht, evenals de winst van sommige in-game items, aan humanitaire hulporganisaties die actief waren in Oekraïne. Volgens Riot werden deze donaties in totaal 5,4 miljoen dollar.

## Lijst van spellen
| Titel                        | Jaar | Genre                                  | Platform                    |
| ---------------------------- | ---- | -------------------------------------- | --------------------------- |
| League of Legends            | 2009 | Multiplayer online battle arena (MOBA) | Windows, OS X               |
| Mechs Vs Minions             | 2016 | Bordspel                               | Geen                        |
| League of Legends: Wild Rift | 2020 | Multiplayer online battle arena        | Android, IOS                |
| Teamfight Tactics            | 2020 | Auto battler/chess                     | Android, iOS                |
| Legends of Runeterra         | 2020 | Digital collectible card game          | Android, iOS, OS X, Windows |
| Valorant                     | 2020 | Multiplayer shooter                    | Windows                     |